# Die Wild
Die Wild är en skog i Österrike.   Den ligger i förbundslandet Niederösterreich, i den nordöstra delen av landet, 90 km nordväst om huvudstaden Wien.
I omgivningarna runt Die Wild växer i huvudsak blandskog. Runt Die Wild är det ganska glesbefolkat, med 34 invånare per kvadratkilometer.